# Olaf Rose

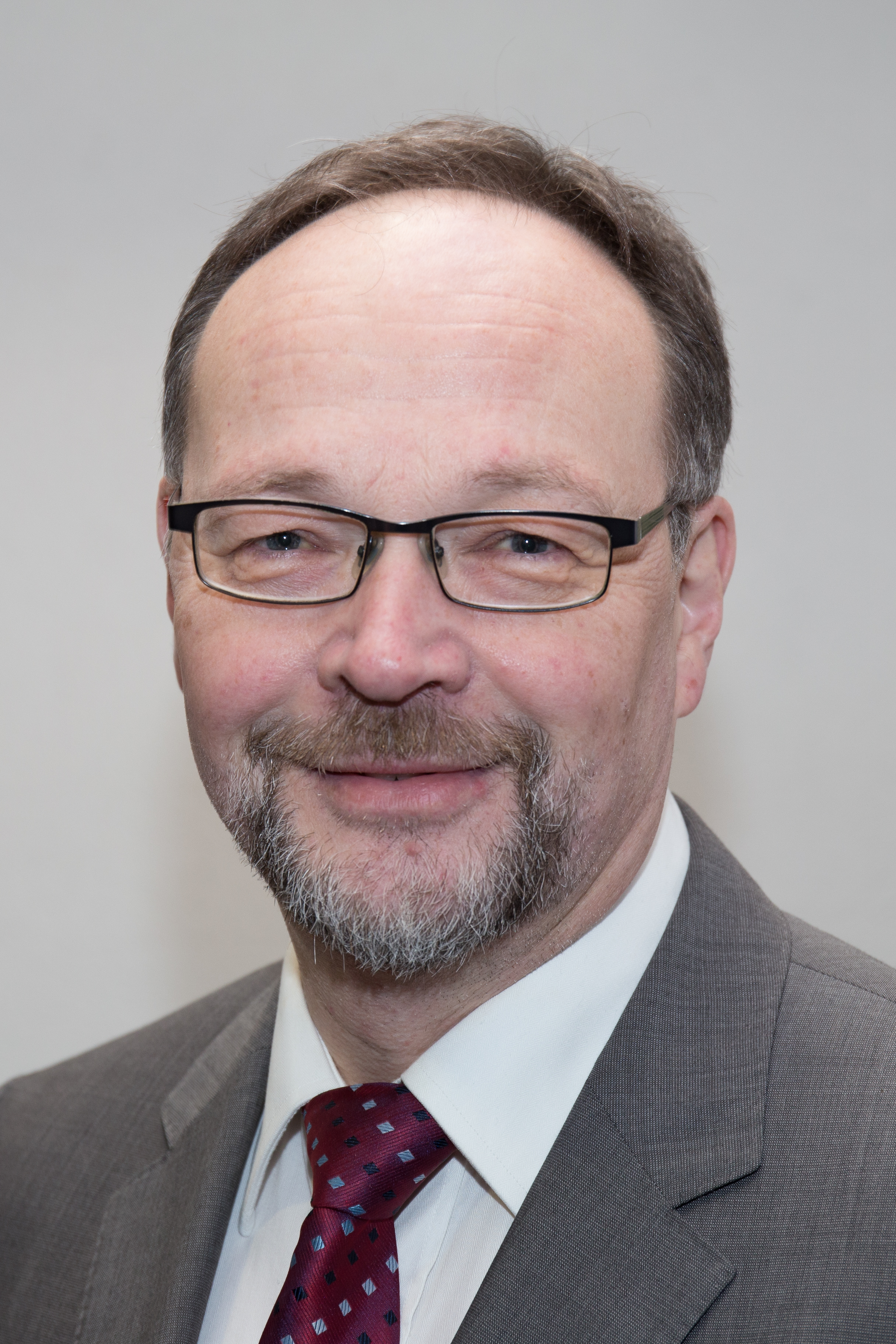
Olaf Rose, 2017

Olaf Volker Bernhard Rose (* 1958 in Arnsberg) ist ein deutscher Historiker und war ein Politiker der NPD, der vor allem als Autor und Vortragsredner im geschichtsrevisionistischen und rechtsextremen Spektrum in Erscheinung trat. Er war seit 1991 Vorstandsmitglied der Gesellschaft für freie Publizistik und arbeitete seit 2006 für die NPD-Fraktion im Sächsischen Landtag. Von Mai 2008 bis März 2009 gehörte er dem NPD-Parteivorstand an. und war für seine Partei seit 2009 Mitglied des Stadtrats von Pirna. Am 5. März 2012 wurde Rose von der NPD für die Wahl des deutschen Bundespräsidenten 2012 nominiert, bei der er drei Stimmen erhielt. Seit November 2015 gehörte er erneut dem NPD-Parteivorstand an.

## Leben
Olaf Rose wurde 1958 in Arnsberg geboren. Nach seinem Zivildienst studierte er Geschichte und Germanistik an der Ruhr-Universität Bochum. Als Student und Jungakademiker gehörte Rose politisch zur Linken. Er veröffentlichte z. B. 1986 einen Artikel über die Sowjetunion in einem Sammelband der West-Berliner Elefanten Press, zu dem prominente linke Autoren wie Jürgen Kuczynski, Georg Fülberth, Stephan Hermlin u. a. beitrugen. Im Anschluss an sein Studium arbeitete Rose von 1987 bis 1996 als Teilzeit-Archivar für die nordrhein-westfälische Stadt Herdecke. Rose promovierte 1992 mit finanzieller Unterstützung der Clausewitz-Gesellschaft bei Frank Golczewski an der Helmut-Schmidt-Universität der Bundeswehr in Hamburg zum Dr. phil. Seine Dissertation war eine militärgeschichtliche Arbeit über Carl von Clausewitz und dessen Wirkungsgeschichte in Russland bzw. der Sowjetunion. 1994 wurde er mit dem Werner-Hahlweg-Preis für Militärgeschichte und Wehrwissenschaften ausgezeichnet.
Seit 1991 gehörte Rose dem Vorstand der rechtsextremen Kulturvereinigung Gesellschaft für Freie Publizistik an. Ab 1996 war Rose zeitweilig Jahre als Lektor für die Verlagsgruppe von Dietmar Munier tätig. Außerdem gab er gemeinsam mit Alain de Benoist, Reinhold Oberlercher und Franz Schönhuber die Zeitschrift Opposition heraus und war Autor sowie Mitglied des Redaktionsbeirats der ebenfalls in der Verlagsgesellschaft Berg erscheinenden Zeitschrift Deutsche Geschichte.
Von 2001 bis 2003 arbeitete Rose als ABM-Kraft bei der Ruhrgebiets-Stadt Herne. Dort sollte er für die Stadt eine Dokumentation zum Thema „Zwangsarbeit und Kriegsgefangene in Herne und Wanne-Eickel zwischen 1940 und 1945“ erstellen, die nach Bekanntwerden – unter anderem durch Artikel der taz ruhr – von Roses politischen Aktivitäten und nachdem er in dieser Arbeit die Zahl der Zwangsarbeiter in der Region von 30.000 auf 9.000 „herunterrechnete“, jedoch nicht verwertet wurde. Roses Vertrag bei der Stadt Herne wurde daraufhin nicht verlängert. Der Hauptausschuss des Rates der Stadt Herdecke, in der er Jahre zuvor tätig war, beschloss am 17. Juli 2003 begleitend und auf Antrag aus der Bürgerschaft, dass es seitens der Stadt zukünftig keine weitere Zusammenarbeit mit dem ehemaligen Archivar geben werde. 2006 stellte die sächsische NPD-Landtagsfraktion Rose als „parlamentarischen Berater“ ein.
Im rechtsextremen Grabert-Verlag erschien die gemeinsam mit Rolf Kosiek verfasste Publikation Der Große Wendig – Richtigstellung zur Zeitgeschichte (mit insgesamt fünf Bänden), das laut Verfassungsschutz „in der rechtsextremistischen intellektuellen Szene auf rege Nachfrage“ stoße. „So wurde ‚Der Große Wendig‘ in einer Rezension des rechtsextremistischen Theorieorgans Nation & Europa – Deutsche Monatshefte als ‚Meilenstein des Revisionismus‘ beworben.“ Bekannt wurde er besonders mit seinem zusammen mit Michael Friedrich Vogt produzierten, 2004 veröffentlichten Film Geheimakte Heß und mit den Übersetzungen der Bücher des britischen Verschwörungstheoretikers Martin Allen.
Rose hielt Vorträge u. a. bei der Gesellschaft für freie Publizistik, der HNG, der Staats- und Wirtschaftspolitischen Gesellschaft, im Collegium Humanum, beim 4. „Freiheitlichen Kongreß“ des Deutsche-Stimme-Verlags 2006, auf Einladung der Domus Marcel Lefebvre 2011 und bei zahlreichen anderen rechtsextremen oder revanchistischen Organisationen. Bei einer von der rechtsextremen Sudholt Versandbuchhandlung ausgerichteten Vortragsveranstaltung unter dem Thema: „Wollte Adolf Hitler den Krieg?“, die am 6. Mai 2006 in München stattfand, oblag Rose die Leitung der Podiumsdiskussion. Von 2009 bis 2019 war Rose für die NPD Mitglied des Stadtrats von Pirna. Im Jahr 2012 wurde er von seiner Partei, die mit drei Delegierten in der 15. Bundesversammlung vertreten war, als Kandidat für das Amt des Bundespräsidenten benannt. Rose erhielt bei der Wahl zum Bundespräsidenten drei von 1228 abgegebenen gültigen Stimmen. Bei der Landratswahl im Landkreis Sächsische Schweiz-Osterzgebirge 2015 trat Rose als NPD-Kandidat an und erhielt 10,6 Prozent der Stimmen.

## Veröffentlichungen

### Bücher
- Rolf Kosiek, Olaf Rose, Heinrich Wendig: Der Große Wendig – Richtigstellungen zur Zeitgeschichte (= Veröffentlichungen des Institutes für Deutsche Nachkriegsgeschichte 36, 37, 41, 49, 52). 5 Bde., Grabert-Verlag, Tübingen 2006–2010, ISBN 3-87847-217-X (Bd. 1), ISBN 3-87847-230-7 (Bd. 2), ISBN 978-3-87847-235-3 (Bd. 3), ISBN 978-3-87847-253-7 (Bd. 4), ISBN 978-3-87847-260-5 (Bd. 5).
- Olaf Rose: U 751. Triumph und Tragödie eines deutschen U-Bootes. Ein Gedenkbuch. Kurt Vowinckel Verlag, Inning am Ammersee 2002, ISBN 3-934531-14-8.
- John David Bee, Olaf Rose: Im Schatten des Kilimandjaro. Eine Geschichte aus dem alten Ostafrika. Druffel & Vowinckel Verlag, Inning am Ammersee 2001, ISBN 3-86118-101-0.
- Else Thiele, Fritz Thiele: Ortschronik Herdecke. 1938–1940. Herausgegeben und eingeleitet von Olaf Rose. Edition Märkische Raute, Bochum 2000.
- Olaf Rose, Tanja Schmidt: Zeitfunken. Historische Miniaturen aus dem Ennepe-Ruhr-Kreis. Mit einem Vorwort von Wolfgang Clement. Edition Märkische Raute, Gevelsberg 1998.
- Olaf Rose: 20 Jahre IG für Umwelt-, Landschafts- und Heimatschutz Herdecke (Ruhr) e. V. – Eine Chronik 1972–1992. Eigenverlag, 1992.
- Rheinisch-Westfälische Aktiengesellschaft; Gerhard Duda, Olaf Rose (Hrsg.): Sie waren nicht nur Gegner. Deutsche und Russen in zwei Jahrhunderten. Ein Gedenkbuch. Vorwort von Hans-Dietrich Genscher. Katalog einer Ausstellung. Wissenschaftliche Leitung und Einführung von B. Bonwetsch. Straube Verlag, Erlangen [u. a.] 1990, ISBN 3-927491-31-4.
- Alexander Swetschin: Clausewitz. Eine klassische Biographie aus Rußland (= Dümmlerbuch 8215). Übersetzt, eingeleitet und herausgegeben von Olaf Rose und Hans-Ulrich Seidt. Mit einem Geleitwort von Vizeadmiral Ulrich Weisser (Leiter des Planungsstabes des Bundesministers der Verteidigung). Ferd. Dümmlers Verlag, Bonn 1997, ISBN 3-427-82151-X (Bildungsverlag Eins, 1999).

### Übersetzungen
- Abdallah Melaouhi: "Ich sah seinen Mördern in die Augen!" Die letzten Jahre und der Tod von Rudolf Heß. Autorisierte und vom Verfasser durchgesehene Übersetzung aus dem Französischen von Olaf Rose. Edition Märkische Raute, Bochum 2008.
- Martin Allen: Das Himmler-Komplott. Die geheimen Friedensverhandlungen des Reichsführers SS mit den Briten und die mysteriösen Umstände seines Todes 1945. Übersetzt von Olaf Rose. Druffel & Vowinckel, Stegen am Ammersee 2005, ISBN 3-8061-1175-8.
- Martin Allen: Churchills Friedensfalle. Das Geheimnis des Heß-Fluges 1941. Übersetzt von Olaf Rose. Druffel & Vowinckel, Stegen am Ammersee 2003, ISBN 3-8061-1153-7.
- Martin Allen: „Lieber Herr Hitler …“ 1939/1940. So wollte der Herzog von Windsor den Frieden retten. Übersetzt von Olaf Rose. Druffel & Vowinckel, Inning am Ammersee 2001, ISBN 3-8061-1143-X (Originaltitel: Hidden Agenda. How the Duke of Windsor Betrayed the Allies.).

### Videos
- Olaf Rose, Michael Friedrich Vogt: Geheimakte Heß. Geschichte und Hintergründe der gescheiterten deutsch-englischen Friedensverhandlungen. DVD, Polarfilm, 2004.